# القادسية (بغداد)
حي القادسية هو حي يقع في جنوب غربي بغداد ويعتبر من الأحياء الراقية في بغداد يسكنه مجموعة من العوائل البغدادية الراقية وكبار ضباط الجيش العراقي وأساتذة الجامعات والأطباء ويمتاز بمنازله الفخمة والجميلة.
حدودها الإدارية عبارة عن مستطيل يبدا من ساحة النسور باتجاه ساحة أم الطبول ثم باتجاه جسر الجادرية ومن ثم إلى محطة إسالة الماء قرب الحارثية وباتجاه ساحة النسور ثانية، وتتكون من ثلاث محلات سكنية هي القادسية الأولى والثانية والثالثة وترقم محلاتها الثلاث بـ( 602 و 604 و 606) ويشطرها إلى نصفين طريق المرور السريع وتوجد فيها مستشفى اليرموك وهي من مستشفيات بغداد الكبيرة وكذلك مجمع طب الجامعة المستنصرية وفيها جامعان هما جامع بلال وجامع القادسية وتمر فيها أيضا سكة حديد بغداد-بصرة ويوجد فيها مندى الصابئة المندائيين قرب نهر دجلة إضافة لذلك يوجد فيها بستان صغير من النخيل ممتد من الجامعة المستنصرية إلى جسر الجادرية.

## السكان
اجتماعياً تتكون من خليط من الأطياف العراقية عرب وأكراد ومسلمين شيعة وأهل السنة ومسيحين وصابئة مندائيين. وسكانها من موظفي الدولة وأصحاب المهن الحرة وتمتاز دورها بسعة مساحتها وتصميمها الهندسي
وبصورة عامة يعتبر سكانها من ذوي الدخل الجيد، ويتكفل بخدماتها المجلس المحلي لحي القادسية وبلدية المنصور، وتقع بمكان استراتيجي لأنها تحاذي خط الجنوب السريع وعلى مقربة من نهر دجلة ويفصل بينها وبين الرصافة جسر الجادرية كذلك تقابلها جزيرة أم الخنازير، وتعد من المناطق الآمنة نسبيا.

## محلاتها
محلة رقم 602 و 604 و 606.